# Lotarev D-436
D-436 là loại động cơ máy bay tuốc bin phản lực cánh quạt hệ số viền khí cao do Ivchenko-Progress phát triển thiết kế để sử dụng cho các loại máy bay vận tải dân sự tầm ngắn như Tu-334, An-148 hay Be-200.
Thiết kế dựa trên động cơ Lotarev D-36. D-436 được thiết kế dưới dạng khối thường gồm 14 phần để dễ dàng tháo lắp và bảo trì. Hệ thống theo dõi và ghi nhận các thông số trong chuyến bay của động cơ cũng được lắp đặc để các kỹ sư dễ dàng theo dõi và sửa chữa khi cần thiết. Động cơ được trang bị hệ thống điều khiển điện tử và thủy cơ học, khi hệ thống điện tử bị trục trặc nó sẽ tự động chuyển sang chế độ thủy cơ học để điều tiết nhiên liệu trong suốt chuyến bay. Động cơ được xem là có mức tiêu thụ nhiên liệu cũng như chi phí vận hành thấp và có thời gian sử dụng cao với khoảng 40.000 giờ cho các mẫu của D-436.

## Các phiên bản
- D-436K: Mẫu dùng cho Antonov An-71 với hệ số viền khí là 6,2:1 và hệ số nén là 21:1.
- D-436M: Mẫu gắn trên thân dùng cho Yak-42M.
- D-436T1: Mẫu dùng cho Tu-334 cũng như thường dùng cho Tu-414. Với lực đẩy là 73 kN (16.500 lbf). Nó cũng từng được đề nghị sử dụng trên loại máy bay mà nay đã không còn kế hoạch phát triển là An-174.
- D-436T1-134: Mẫu dùng để thay thế các động cơ trên Tu-134.
- D-436T2: Mẫu nâng cấp với lực đẩy 80,4 kN (18.070 lbf) sử dụng trong Tu-334-100D và Tu-334-200D.
- D-436TP: Mẫu dùng cho thủy phi cơ Be-200. Với lực đẩy là 73 kN (16.500 lbf).
- D-436T3: Mẫu nâng cấp với lực đẩy 93 kN (21.000 lbf). Dự tính dùng cho Il-214 nhưng yêu cầu lực đẩy của loại máy bay này cao hơn nên nó không được sử dụng mà thay bằng loại động cơ khác.
- D-436-148: Mẫu dùng cho An-148. Giảm lực đẩy xuống còn 67 kN (15.000 lbf) nhưng kéo dài thời gian sử dụng của động cơ.
- D-436TX: Mẫu giống với T3 nhưng có lực đẩy lên đến khoảng 117,8 kN (26.500 lbf) và 133,5 kN (30.000 lbf).
- AI-436T12: Mẫu thử nghiệm dự tính dùng cho mẫu máy bay đang phát triển MS-21 với lực đẩy 117 kN (26.450 lbf). Nhưng việc phát triển động cơ này đã bị dừng lại.